# Biserica Adormirea Maicii Domnului din Teiu

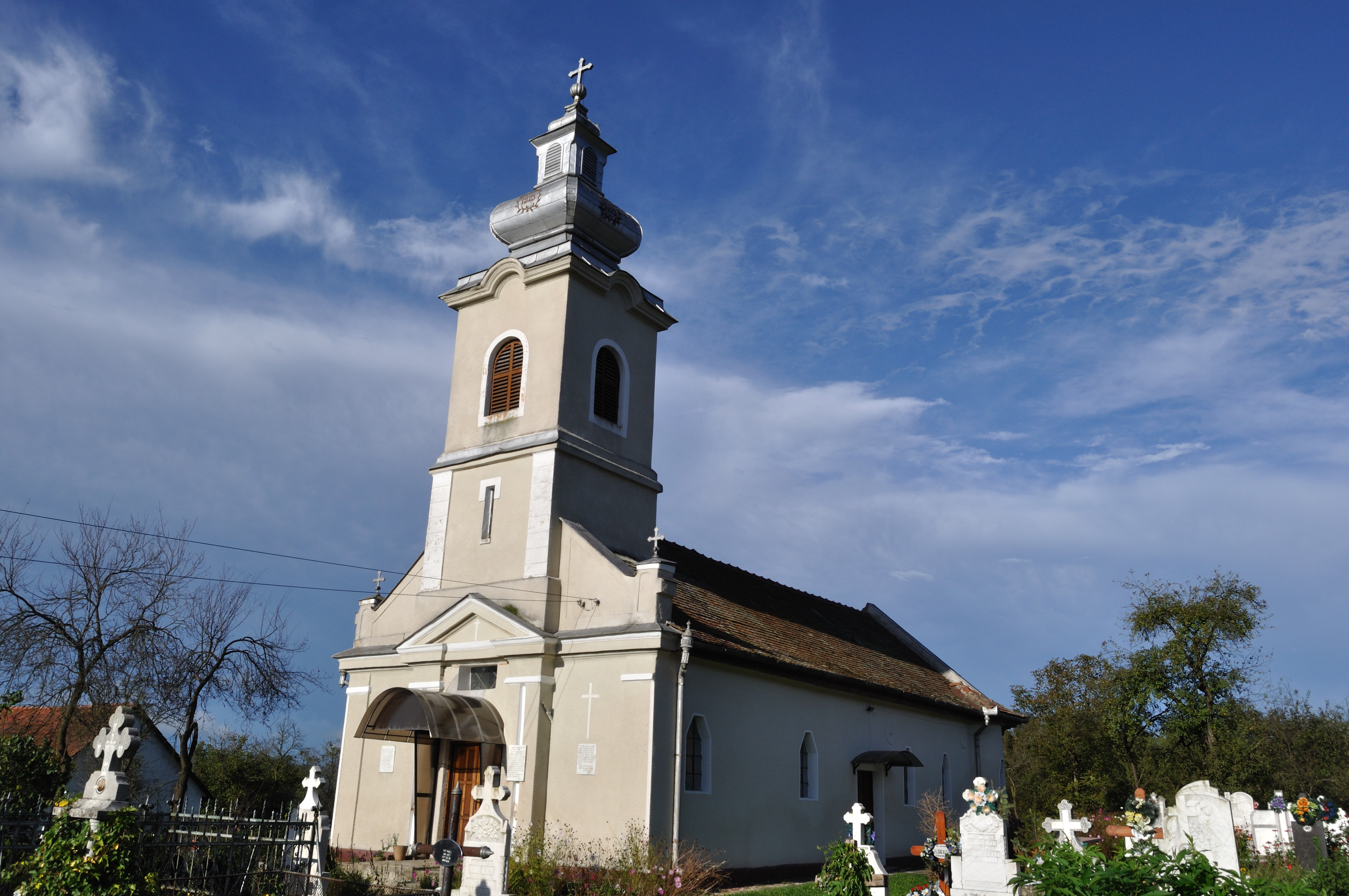
Biserica „Adormirea Maicii Domnului” din satul Teiu, județul Hunedoara, foto: septembrie 2010.

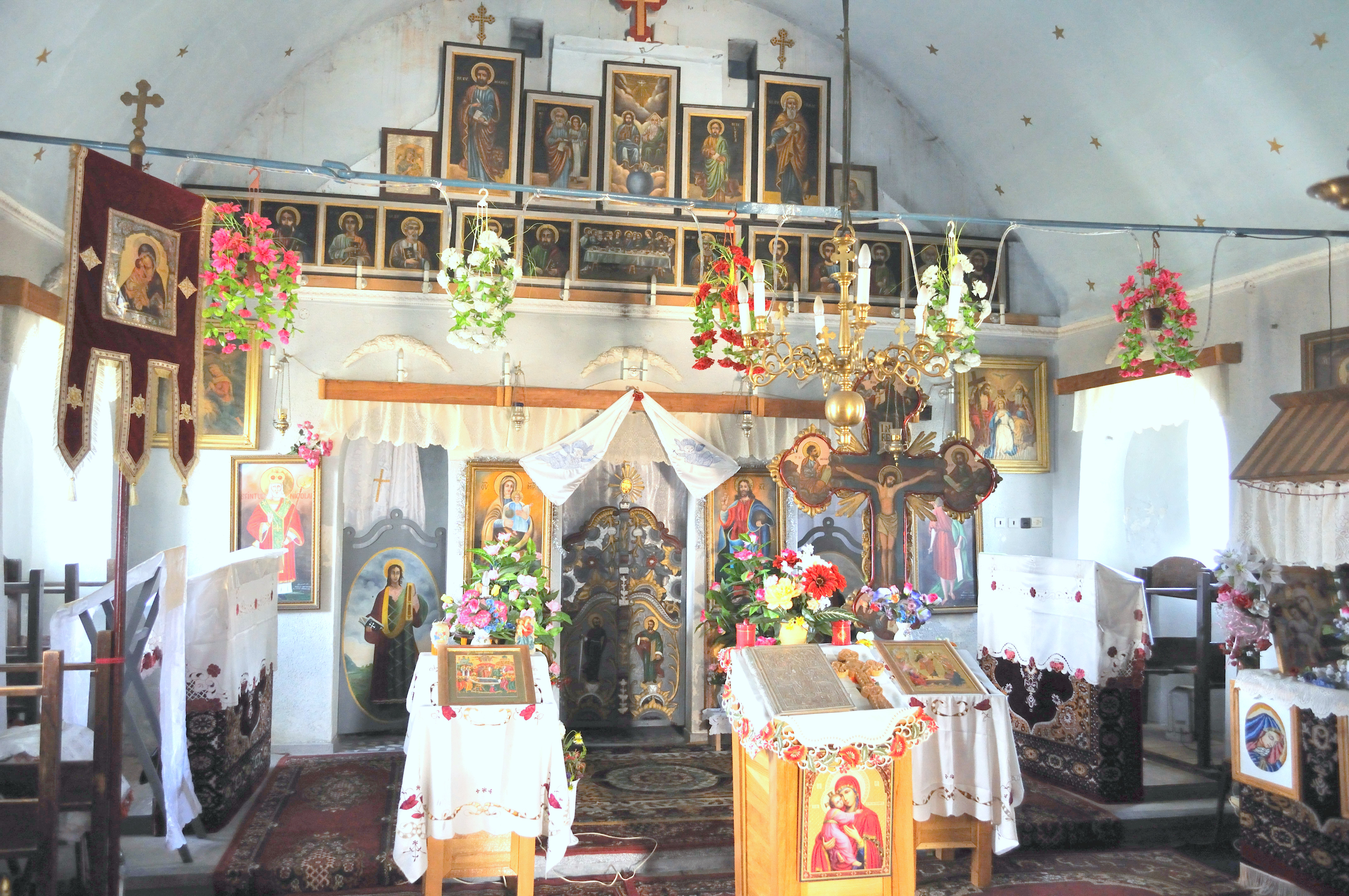
Interiorul navei

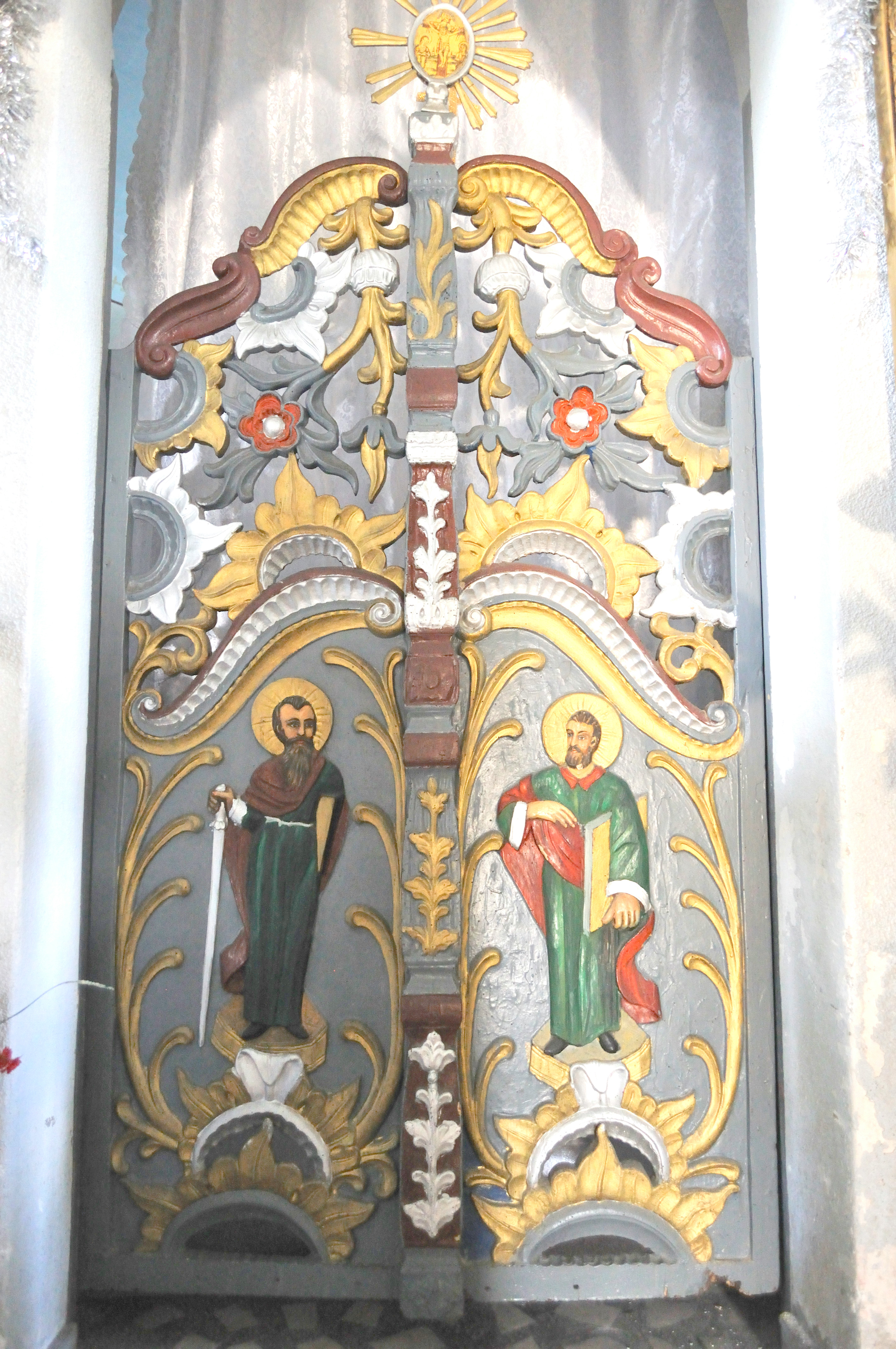
Ușile împărătești

Biserica ortodoxă din satul Teiu, comuna Lăpugiu de Jos, județul Hunedoara, a fost construită în anul 1788. Are hramul „Adormirea Maicii Domnului”.

## Istoric și trăsături
Satul Teiu, aparținând comunei Lăpugiu de Jos, este situat în depresiunea Văii Lăpugiului, care formează ultimul afluent în partea stângă a Mureșului din județul Hunedoara. Așezarea stă la poalele unor coline mici și dealuri care coboară din Munții Poiana Ruscă până la Valea Mureșului și despart Ardealul de Banat. 
Biserica din parohia Teiu are hramul „Adormirea Maicii Domnului”. Cele mai vechi documente și date despre biserica din Teiu le avem doar din conscripția bisericească din anul 1733 a episcopului Ioan Micu.
Biserica veche din lemn a secolelor XVII-XVIII după tradiția locală a fost așezată pe un loc mai ridicat, cunoscut astăzi sub numele de „Progadea veche” (cimitirul vechi). Adevărul acestei tradiții este confirmat prin harta și documentele Cărții funciare a satului Teiu întocmită în anul 1870, în care la numărul CF 45, top. 247 este înscris un cimitir vechi, iar în conscripția bisericească a episcopului Ioan Micu-Klein din anul 1733 și cea austriacă din anii 1760-1762, arată existența unei biserici în satul Teiu.
Biserica actuală este construită în anul 1788, cu altarul spre răsărit. Construcția este făcută din zid de piatră și cărămidă, acoperită cu țiglă tip solzi, iar turnul acoperit cu tablă.
În anul 1897, în noaptea de 21/22 februarie, turnul bisericii s-a prăbușit. Din cauza condițiilor grele în care trăiau țăranii atunci, numai după 28 de ani, adică în 1924-1925 s-a putut zidi din nou turnul cu contribuția sătenilor, sub îndrumarea preotului Ioan Șuiaga. Atunci s-a făcut și o reparație generală.
Între anii 1997-1998 s-a dat toată tencuiala interioară jos, tencuindu-se și zugrăvindu-se din nou. Între anii 2003-2004 s-a făcut reparația exterioară a tencuielii și vopsirea turnului.

## Galerie de imagini

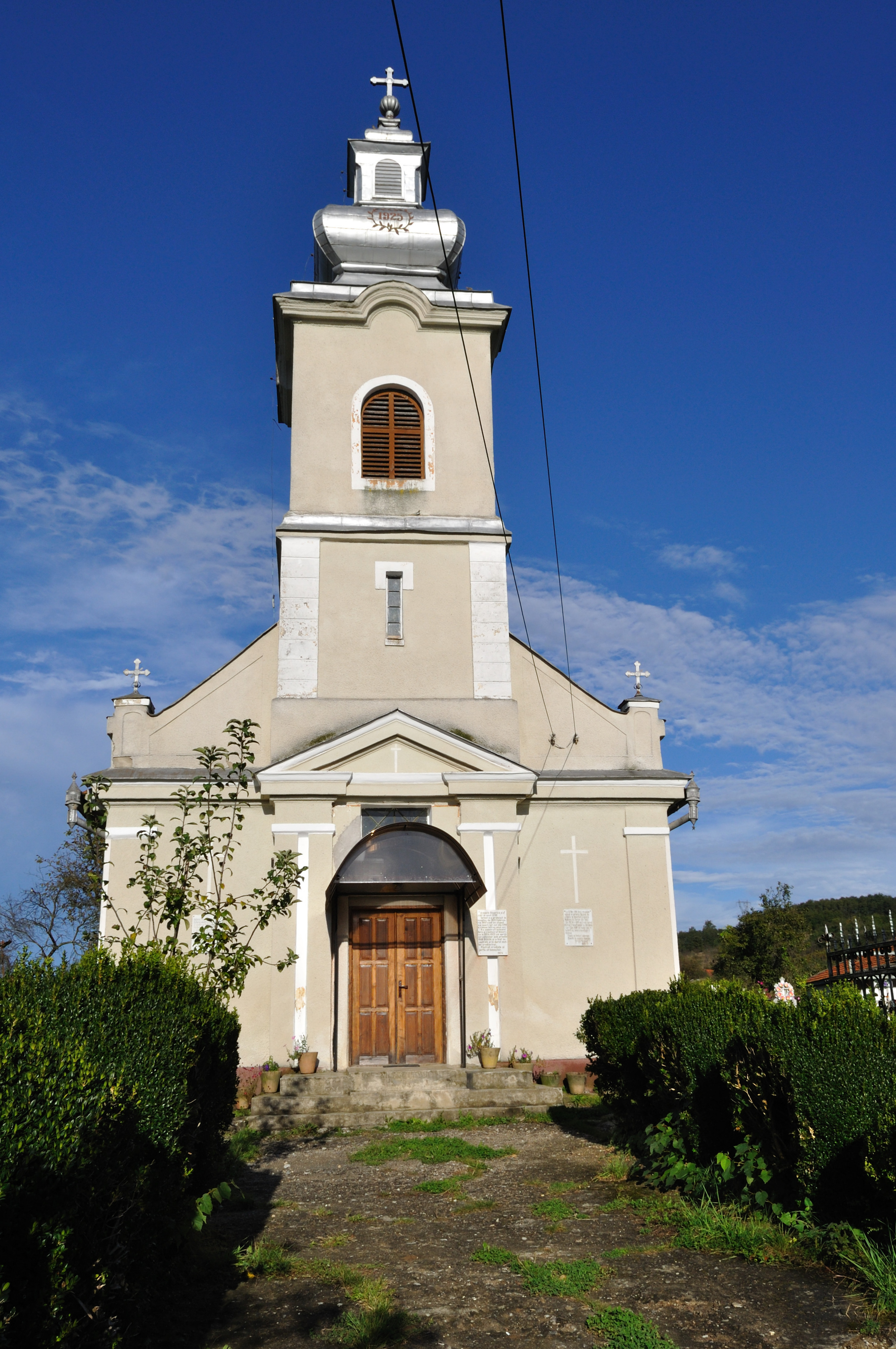
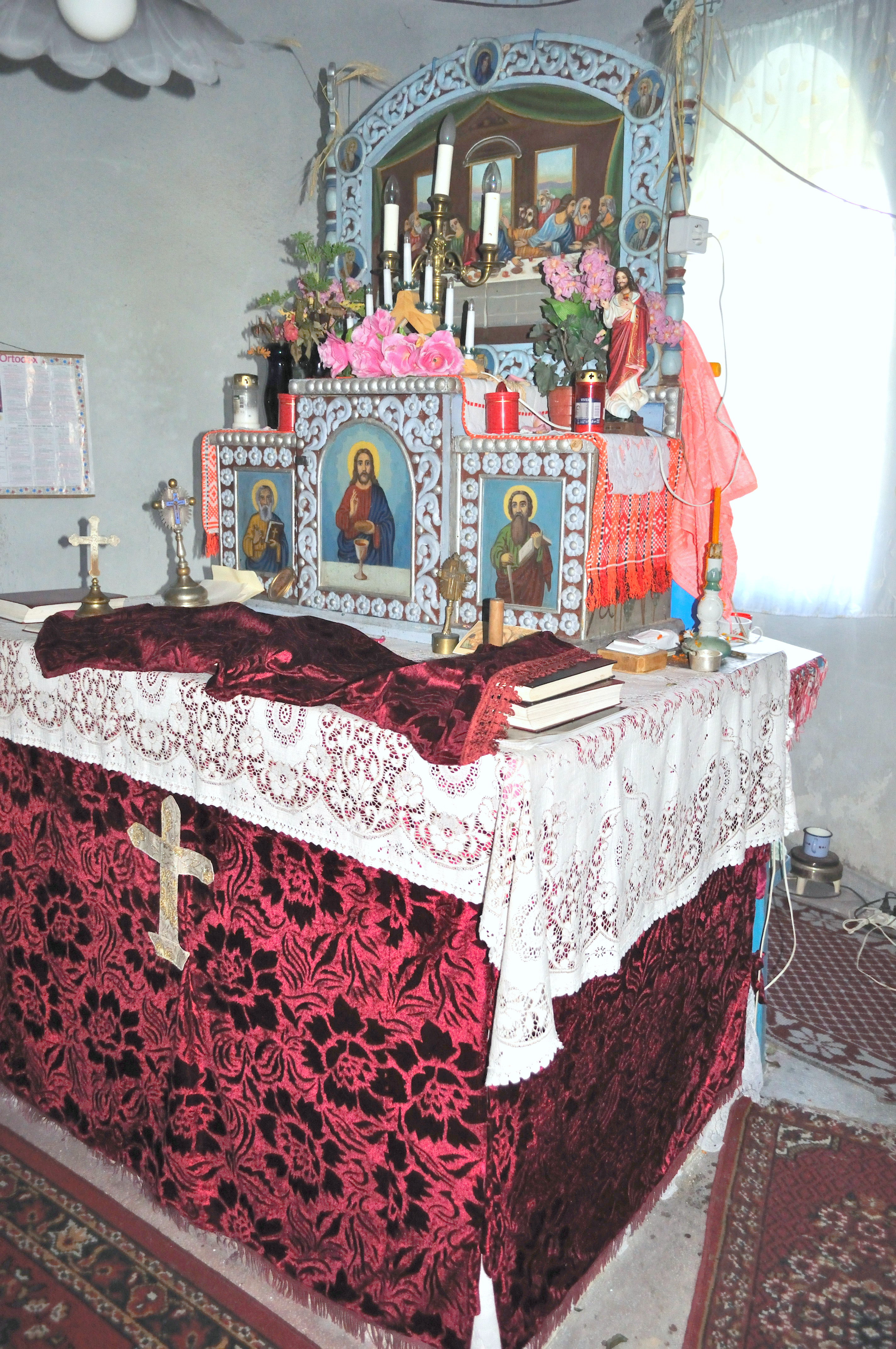
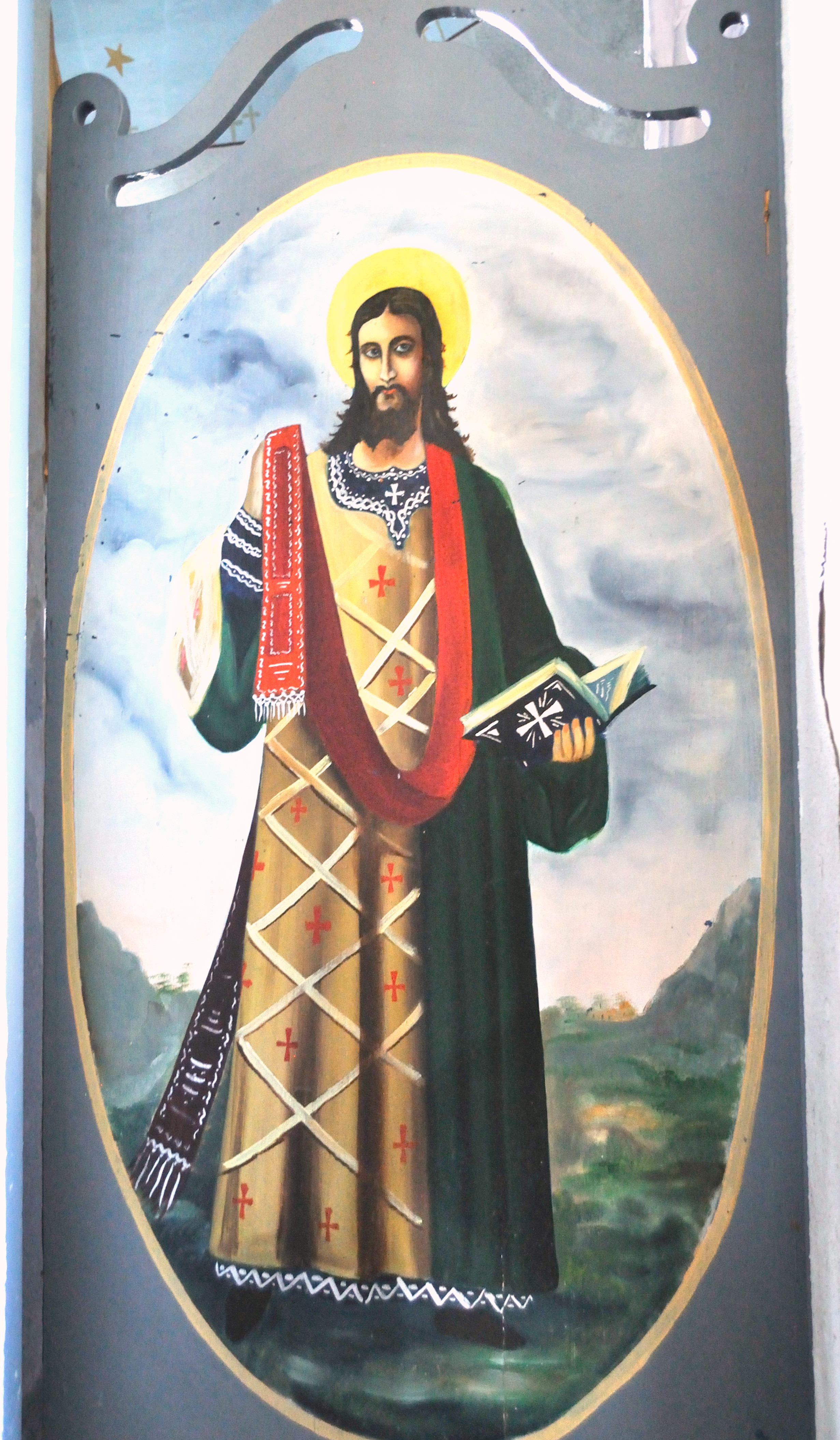
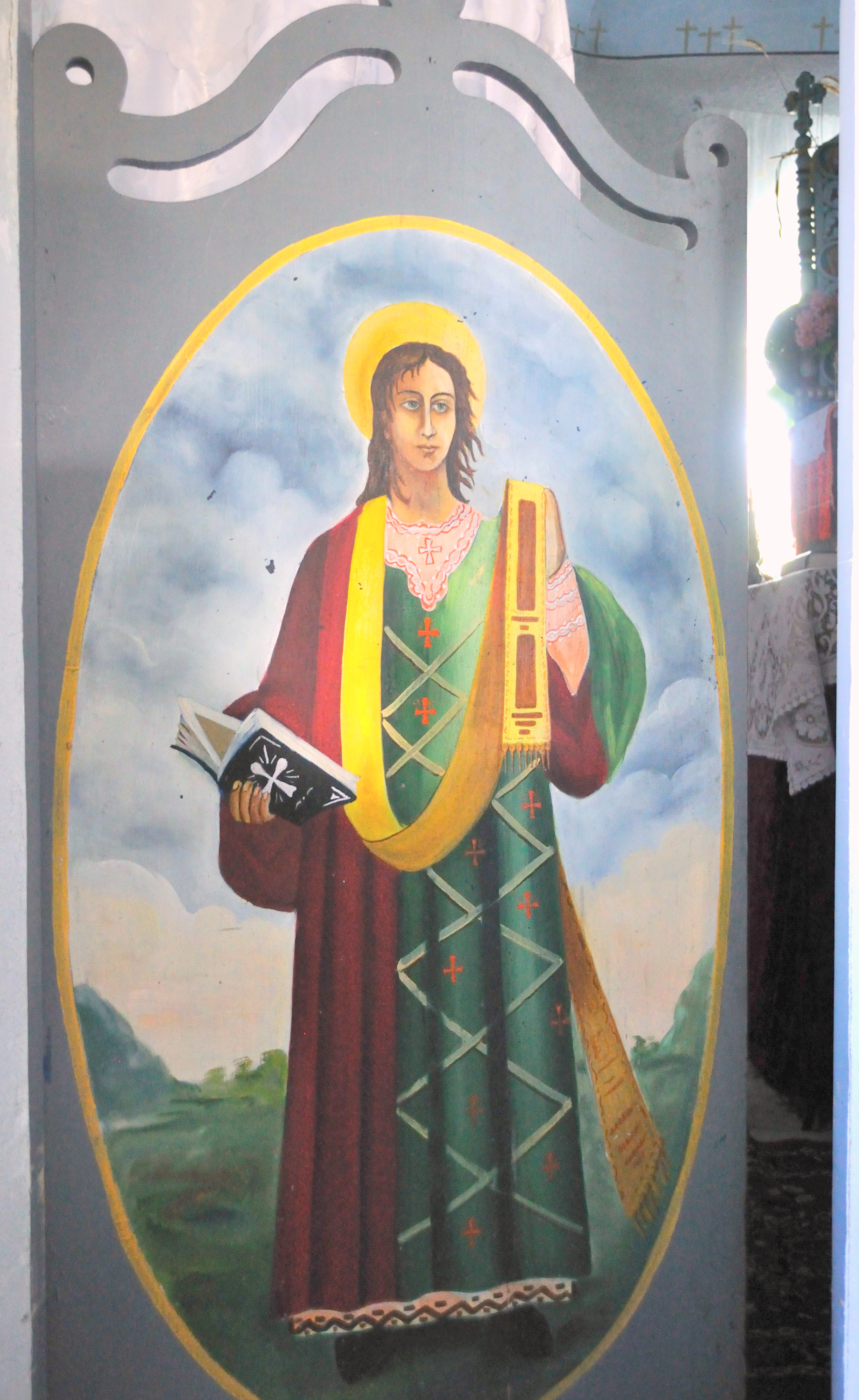
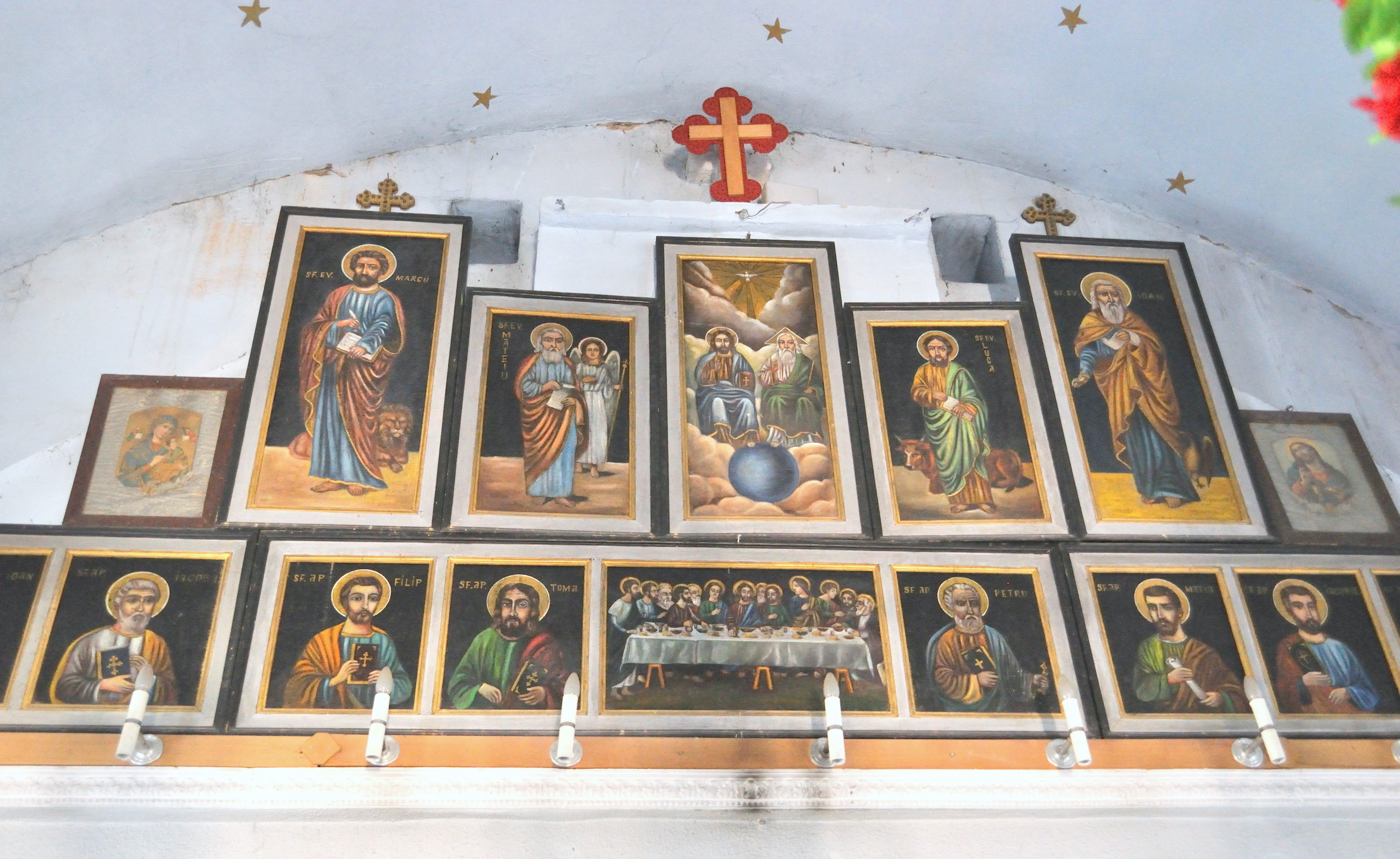
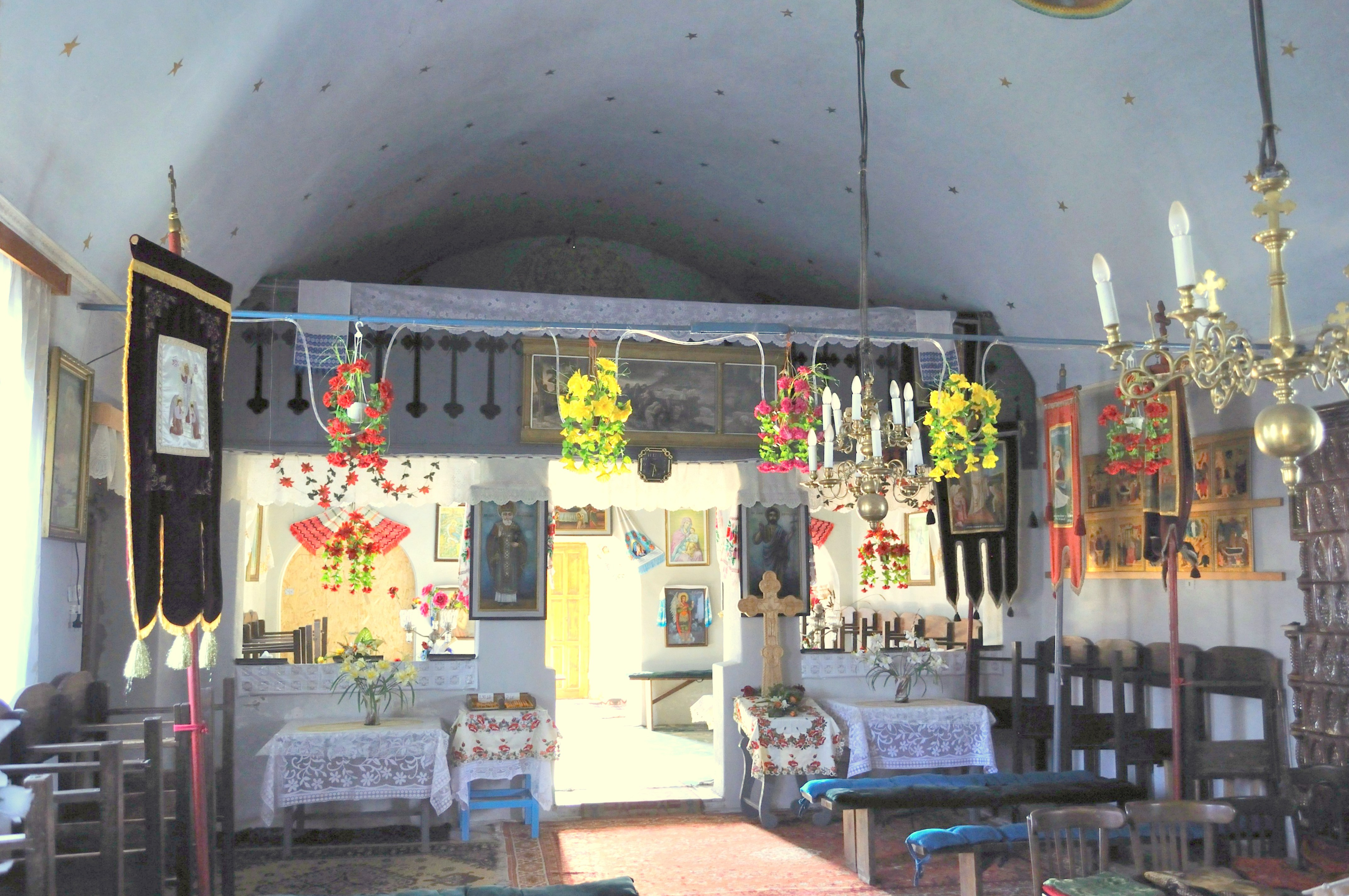
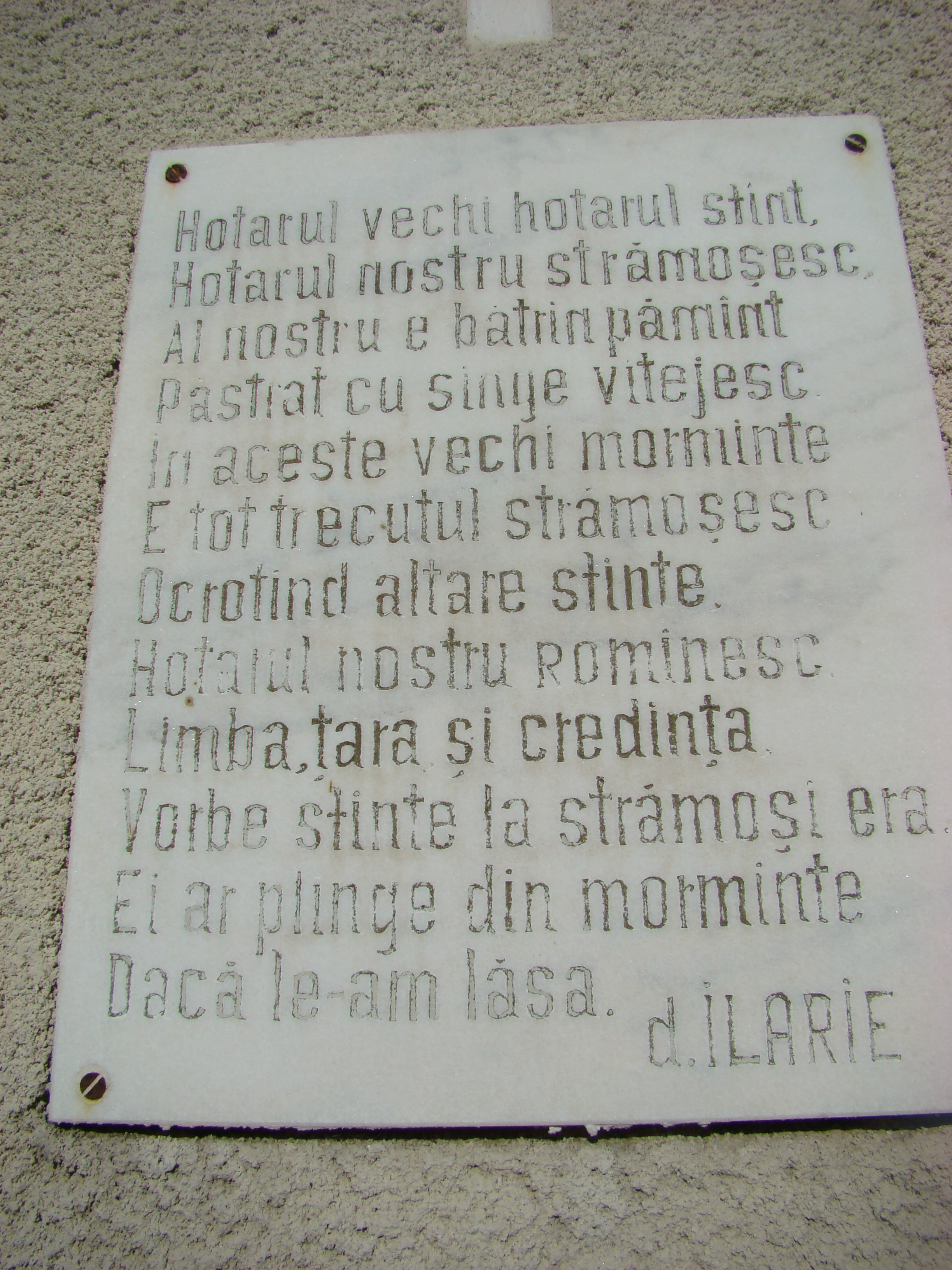
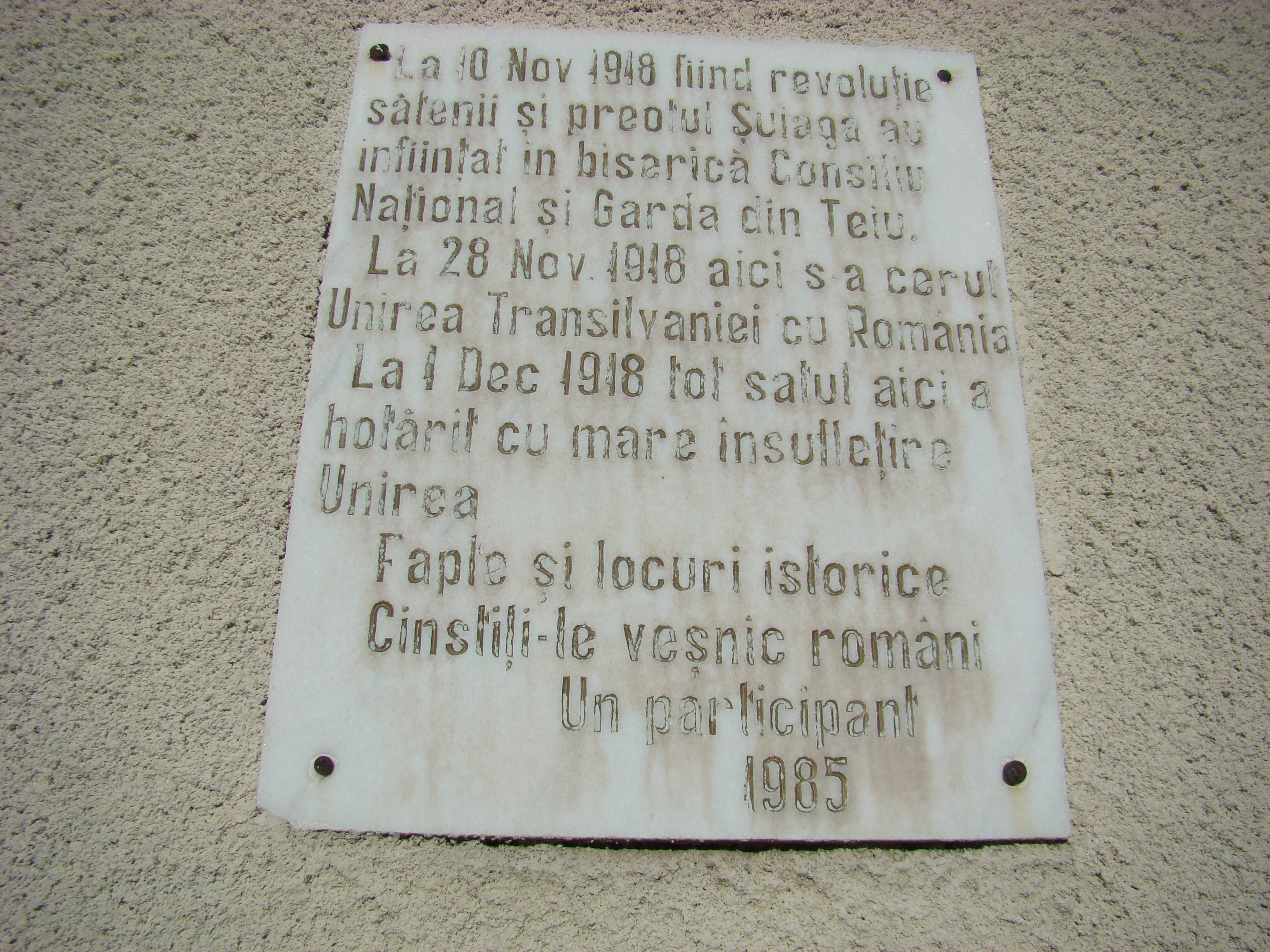
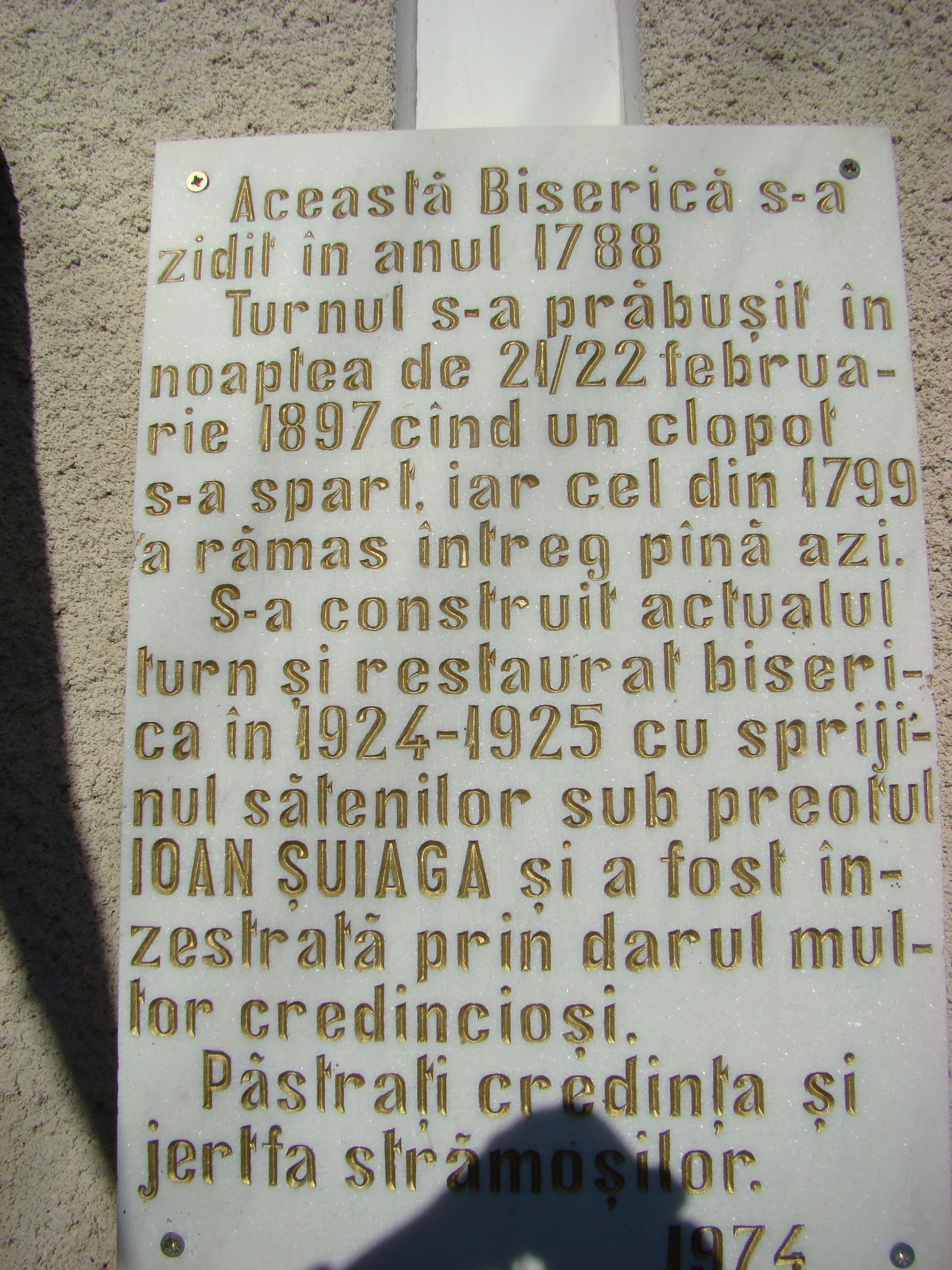